# سارا خان (ممثلة)
سارا خان (بالإنجليزية: Sara Khan)‏ هي ممثلة هندية، ولدت في 6 أغسطس 1990 في مومباي في الهند.

## وصلات خارجية
- سارا خان على موقع IMDb (الإنجليزية)
- سارا خان على موقع كينوبويسك (الروسية)